# امبیزلر
امبیزلر (به لاتین: Əmbizlər) یک منطقه مسکونی در جمهوری آذربایجان است که در شهرستان خیزی واقع شده‌است.